# Melanostigma orientale
Melanostigma orientale är en fiskart som beskrevs av Tominaga, 1971. Melanostigma orientale ingår i släktet Melanostigma och familjen tånglakefiskar. Inga underarter finns listade i Catalogue of Life.